# Bréal-sous-Montfort

Bréal-sous-Montfort este o comună în departamentul Ille-et-Vilaine, Franța. În 1 ianuarie 2022 avea o populație de 6.430 de locuitori.